# Bistra (pasmo)
Bistra (maced. Бистра) – pasmo górskie na Półwyspie Bałkańskim, w zachodniej części Macedonii Północnej. Od zachodu ogranicza je rzeka Radika, za którą znajduje się pasmo Korab, a od północy jezioro Mawrowo, za którym znajdują się pasma Niczpurska Płanina i Szar Płanina. Od południa graniczy z pasmami Stogowo i Ilinska Płanina. Od wschodu ograniczone jest dolinami rzek: Wardar i Zajaski, za którymi znajduje się pasmo Czełoica i jego południowa część Pesjak.
Piętnaście szczytów pasma przekracza wysokość 2000 metrów. Najwyższym szczytem jest Medenica (2163 m). Inne ważne szczyty to: Karbuła (2151 m), Kurkow doł (2110 m), Bistra (2101 m) i Gowedarnik (2011 m).
Pasmo zbudowane jest w dolnej części z łupków paleozoicznych, najwyższa część pokryta jest wapieniem o grubości 400 m. Występują tu zjawiska krasowe o dużym natężeniu: pola krasowe, wywierzyska i jaskinie (m.in. jaskinie: Alilica, Kalina Dupka i Szarkowa Dupka).
Większa część pasma znajduje się w granicach Parku Narodowego Mawrowo, który słynie z niezwykle bogatej flory i fauny. 
Głównymi miastami w pobliżu są Gostiwar i Debar.

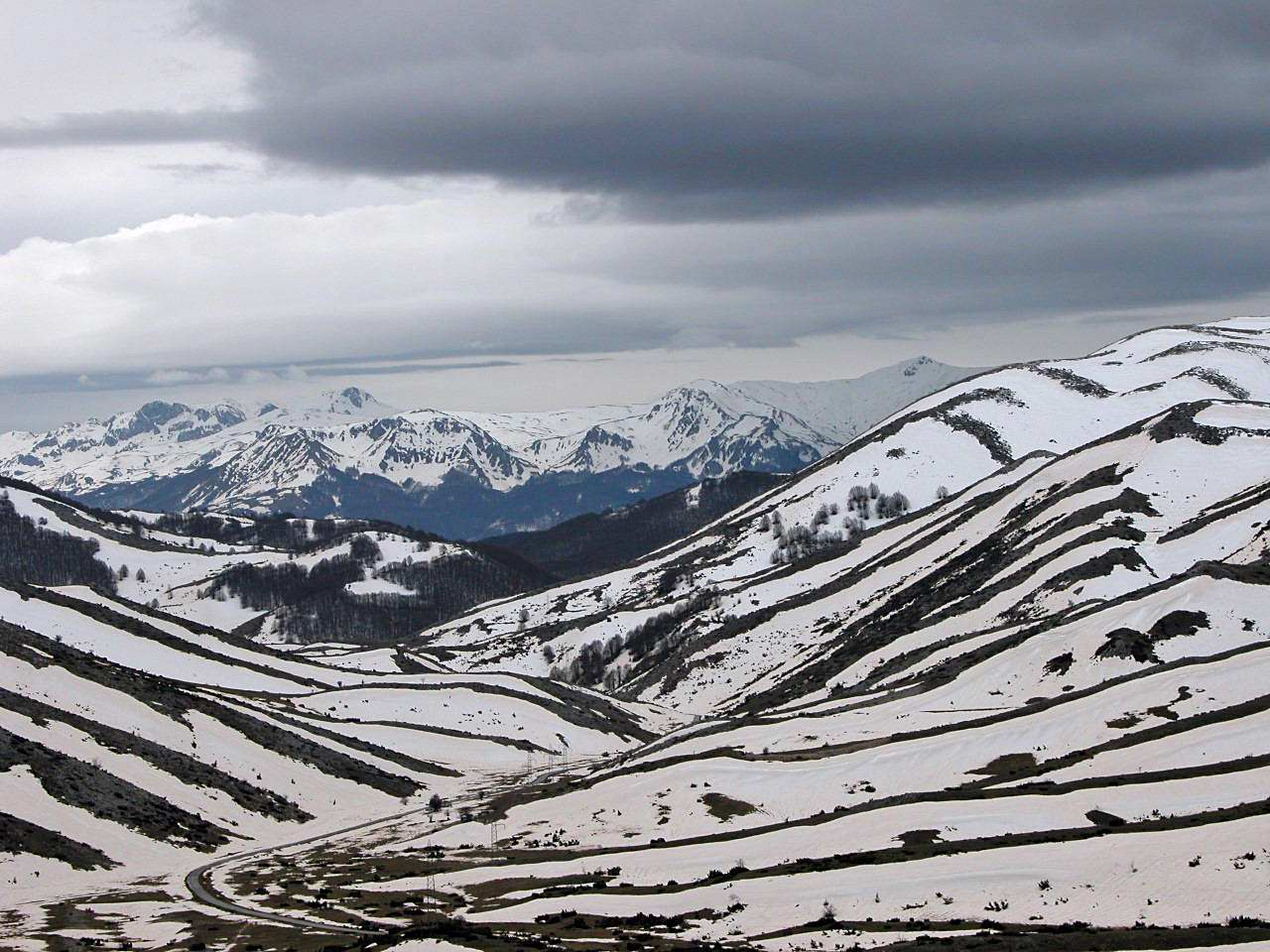
Widok na pasmo zimą